# Picabaies becut capgrís
El picabaies becut capgrís (Toxorhamphus poliopterus) és una espècie d'ocell de la família dels melanocarítids (Melanocharitidae).
Habita els boscos i vegetació secundària de les muntanyes del centre i est de Nova Guinea.